# Volac: Book of Angels Volume 8

Volac: Book of Angels Volume 8 est un album de John Zorn joué par Erik Friedlander, sorti en 2007 sur le label Tzadik. Les compositions sont de John Zorn, les arrangements de Erik Friedlander.

## Titres
| 1.    | Harhazial | 4:36 |
| 2.    | Rachsiel  | 2:39 |
| 3.    | Zumiel    | 1:39 |
| 4.    | Yeruel    | 3:24 |
| 5.    | Sannul    | 1:18 |
| 6.    | Haseha    | 4:35 |
| 7.    | Kadal     | 3:51 |
| 8.    | Ahaniel   | 5:44 |
| 9.    | Ylrng     | 1:37 |
| 10.   | Anahel    | 4:18 |
| 11.   | Sidriel   | 3:02 |
| 12.   | Zawar     | 4:38 |
| 41:21 |           |      |

## Personnel
- Erik Friedlander : violoncelle